# Acer ukurunduense
Acer ukurunduense es una especie de árbol perteneciente a la familia de las sapindáceas.

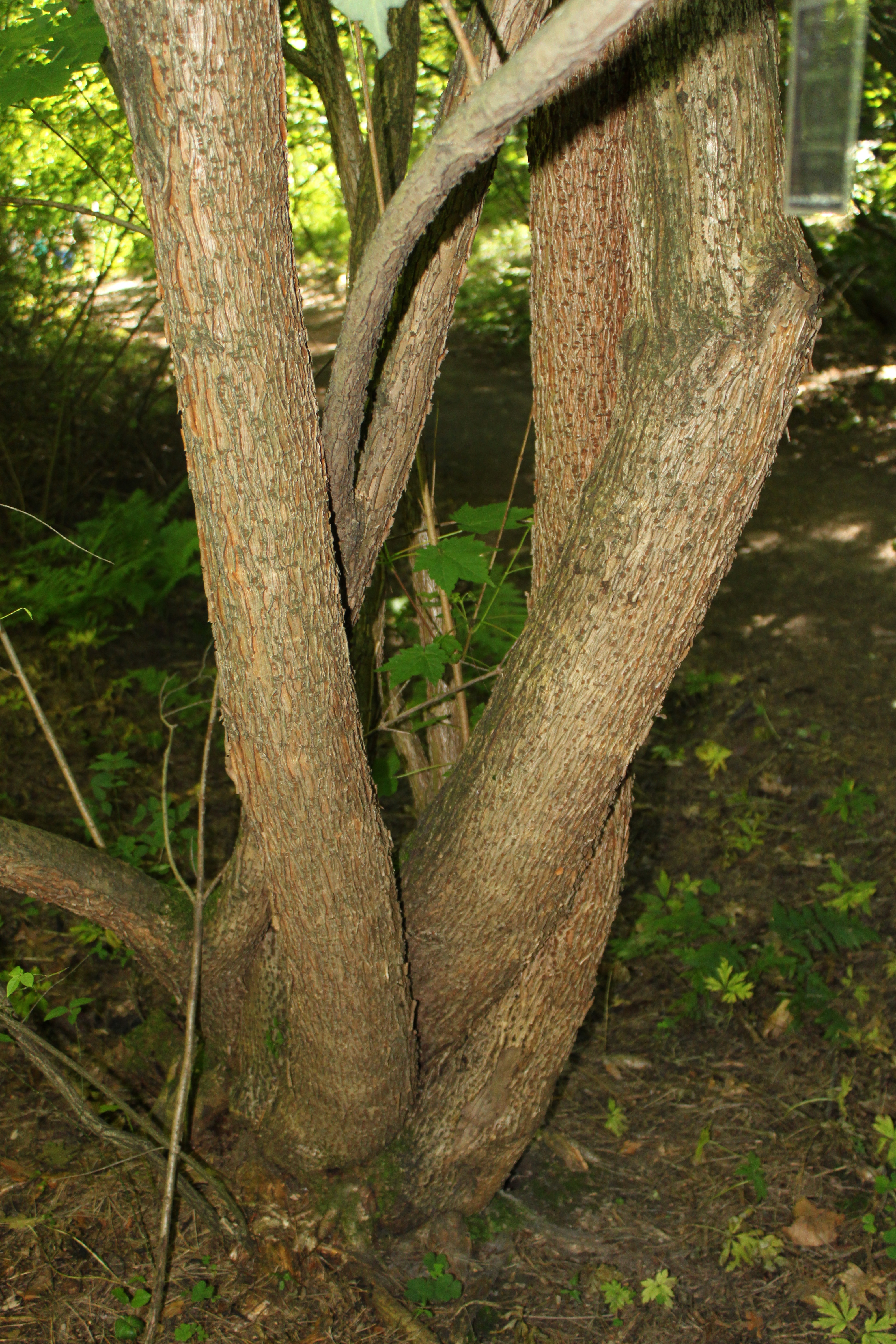
Detalle de tronco

## Descripción
Es un árbol de lento crecimiento, de hoja caduca que alcanza un tamaño de 6-9 m de altura. Las flores son hermafroditas  y se producen en mayo, son de color blanco o casi blanco. Las semillas maduran entre septiembre y octubre.

## Distribución y hábitat
Esta especie vive en los barrancos  sombríos en altitudes de 2.100 a 3.300 metros. Prefiere suelos  de arena, o arcillosos.

A. ukurunduense se encuentra en Asia Oriental desde la región del Himalaya hasta Birmania.

## Usos
Las hojas de este árbol pueden ser utilizadas para hacer té.

## Taxonomía
Acer ukurunduense fue descrita por Trautv. & C.A.Mey.  y publicado en Florula Ochotensis Phaenogama 1(2): 24, en el año 1856.
Sinonimia
- Acer caudatum
- Acer caudatum subsp. ukurunduense
- Acer caudatum var. ukurunduense (Trautv. & C. A. Mey.) Rehder
- Acer spicatum var. ukurunduense (Trautv. & C. A. Mey.) Maxim.
- Acer spicatum f. ukurunduense (Trautv. & C.A.Mey.) Schwer.
- Acer spicatum var. ussuriense Budishchev[8]